# BM-14
BM-14 (tiếng Nga: БМ-14) là một loại pháo phản lực Katyusha do Liên Xô chế tạo ngay sau Chiến tranh thế giới thứ hai, có nhiều điểm tương đồng với BM-13. Loại pháo này bao gồm một dàn phóng đạn phản lực 16 nòng xếp thành 4 tầng mỗi tầng 4 ống cỡ 140 mm gắn trên một xe tải hạng nhẹ GAZ-66 8 bánh. Sau này, BM-14 cải tiến đặt trên xe tải Zil-131 và hệ thống gồm có hai tầng, mỗi tầng 8 ống phóng.
BM-14 cho phép bắn liên tiếp 16-17 phát trong vòng 8 giây với tầm bắn gần 10 km. Có thể bắn đạn hóa học. BM-14 có thể trang bị cho lực lượng nhạy dù và thả xuống bằng dù.
BM-14 được trang bị cho quân đội nhiều nước như Liên Xô, Algérie, Cuba và Việt Nam. Nó được sử dụng tích cực ở Việt Nam trong tuyến phòng thủ chống Trung Quốc sau năm 1979, nội chiến Algérie, chiến tranh Afganistan.